# Шманьківський став
Шманьківський став — штучна водойма в селі Шманьківці Чортківського району Тернопільської області на річці Нічлава.

## Історія
Згадується водойма ще трьох старих мапах картографа фон Міга. Можливо, він утворився під дією води річки Нічлави, або його створили першопоселенці Шманьковець. Належав він, мабуть, сільському пану.

## Флора і фауна
Довкола водойми є сосновий бір та невеличкий березовий гай, які висадили приблизно в 60-ті роки минулого століття. 
Неподалік є чудовий фруктовий сад, який також висаджений у той самий період. Якщо зайти вглиб саду, можна побачити, так званий «тунель кохання». 